# Ronde van Savoie-Mont Blanc
De Ronde van Savoie-Mont Blanc (voorheen Ronde van Savoie) was een Franse meerdaagse wielerwedstrijd, gehouden in de departementen Savoie en Haute-Savoie. 

## Geschiedenis
De wedstrijd werd in 1999 voor het eerst georganiseerd, op initiatief van Patrice Pion en Laurent Josserand, de oprichters van de JBP Sport Organisation, die tegenwoordig Chambéry Cyclisme Organisation (CCO) heet. Toen werd hij nog onder de naam Tour de Savoie verreden, omdat enkel in het departement Savoie gekoerst werd. In het jaar van oprichting werd de toenmalige eendagswedstrijd over twee etappes in Motz verreden. In de jaren daarna breidde de wedstrijd zich uit naar een meerdaagse etappewedstrijd die, behalve Motz, ook andere steden in het Savoiedepartement aandeed.
2005 was het jaar waarin de wedstrijd een verandering van naam onderging; de Tour de Savoie werd de Tour des Pays de Savoie, aangezien vanaf toen ook het departement Haute-Savoie door het peloton werd aangedaan.
In 2009 en 2010 is de etappekoers onderdeel van de UCI Europe Tour, gecategoriseerd als 2.2U, hetgeen inhoudt dat de wedstrijd sinds dat jaar aan de beloftencoureurs (U23) voorbehouden is. Vanaf 2011 is de koers echter weer geclassificeerd als 2.2, wat betekent dat ploegen uit de UCI World Tour zijn uitgesloten en enkel continentale ploegen mogen deelnemen.
In 2022 werd de koers vervangen door een nieuw, eendaags concept, La Maurienne Classic.

## Meervoudige winnaars
| Overwinningen | Renner          | Land      | Jaren      |
| ------------- | --------------- | --------- | ---------- |
| 2             | Matthieu Sprick | Frankrijk | 2002, 2003 |

## Overwinningen per land
| Overwinningen | Land                                                                                       |
| ------------- | ------------------------------------------------------------------------------------------ |
| 12            | Frankrijk                                                                                  |
| 2             | Spanje                                                                                     |
| 1             | Australië, België, Colombia, Ierland, Luxemburg, Oostenrijk, Rusland, Zwitserland, Ecuador |